# ポンティアナック

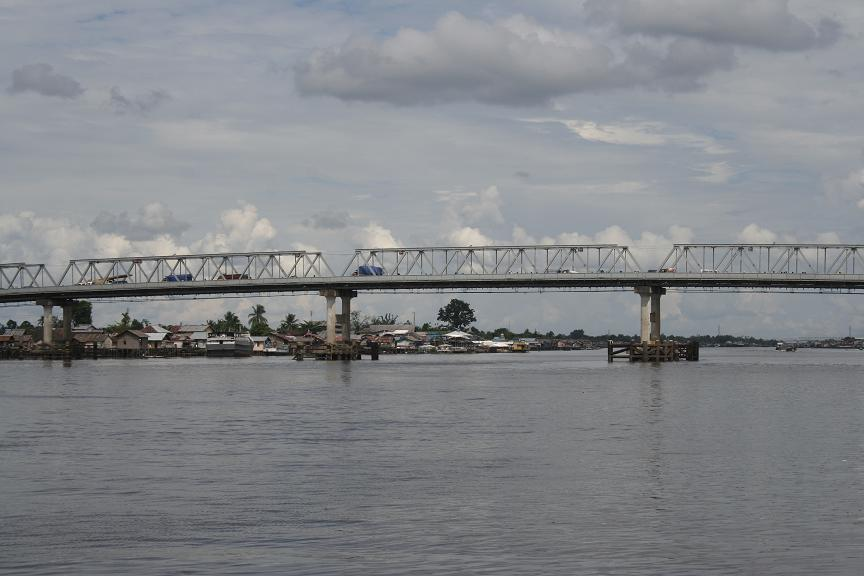
カプアス橋

ポンティアナック（インドネシア語：Kota Pontianak）は、インドネシア・カリマンタン島に位置する西カリマンタン州の州都である。漢語では坤甸 (Khuntien) と呼ぶ。中規模の産業都市で、ボルネオ島の北緯0度0分 東経109度20分 / 北緯0.000度 東経109.333度座標: 北緯0度0分 東経109度20分 / 北緯0.000度 東経109.333度に位置する。カプアス川のデルタ地帯にあり、面積は107.82 km²。赤道直下の都市では最大で、緯度0度のモニュメントが建っている。中心部は赤道の3km南にある。

## 気候
熱帯雨林気候で、年間を通じ日中の最高気温は約33度C、最低気温は約23度Cとほぼ一定である。月間降水量は8月が200mmを下回り、10月から12月にかけて300mmを超える。
| ポンティアナックの気候                       | ポンティアナックの気候 | ポンティアナックの気候 | ポンティアナックの気候 | ポンティアナックの気候 | ポンティアナックの気候 | ポンティアナックの気候 | ポンティアナックの気候 | ポンティアナックの気候 | ポンティアナックの気候 | ポンティアナックの気候 | ポンティアナックの気候 | ポンティアナックの気候 | ポンティアナックの気候 |
| 月                                           | 1月                    | 2月                    | 3月                    | 4月                    | 5月                    | 6月                    | 7月                    | 8月                    | 9月                    | 10月                   | 11月                   | 12月                   | 年                     |
| -------------------------------------------- | ---------------------- | ---------------------- | ---------------------- | ---------------------- | ---------------------- | ---------------------- | ---------------------- | ---------------------- | ---------------------- | ---------------------- | ---------------------- | ---------------------- | ---------------------- |
| 平均最高気温 °C （°F）                       | 32.4 (90.3)            | 32.7 (90.9)            | 32.9 (91.2)            | 33.2 (91.8)            | 33.0 (91.4)            | 33.2 (91.8)            | 32.9 (91.2)            | 33.4 (92.1)            | 32.6 (90.7)            | 32.6 (90.7)            | 32.2 (90)              | 32.0 (89.6)            | 32.7 (90.9)            |
| 日平均気温 °C （°F）                         | 27.6 (81.7)            | 27.7 (81.9)            | 28.0 (82.4)            | 28.2 (82.8)            | 28.2 (82.8)            | 28.2 (82.8)            | 27.7 (81.9)            | 27.9 (82.2)            | 27.6 (81.7)            | 27.7 (81.9)            | 27.4 (81.3)            | 27.2 (81)              | 27.7 (81.9)            |
| 平均最低気温 °C （°F）                       | 22.7 (72.9)            | 22.6 (72.7)            | 23.0 (73.4)            | 23.2 (73.8)            | 23.4 (74.1)            | 23.1 (73.6)            | 22.5 (72.5)            | 22.3 (72.1)            | 22.6 (72.7)            | 22.8 (73)              | 22.6 (72.7)            | 22.4 (72.3)            | 22.7 (72.9)            |
| 降水量 mm （inch）                           | 260 (10.24)            | 215 (8.46)             | 254 (10)               | 292 (11.5)             | 256 (10.08)            | 212 (8.35)             | 201 (7.91)             | 180 (7.09)             | 295 (11.61)            | 329 (12.95)            | 400 (15.75)            | 302 (11.89)            | 3,196 (125.83)         |
| 平均降水日数 （≥0.1 mm）                     | 15                     | 13                     | 21                     | 22                     | 20                     | 18                     | 16                     | 25                     | 14                     | 27                     | 25                     | 22                     | 238                    |
| 出典：World Meteorological Organization (UN) |                        |                        |                        |                        |                        |                        |                        |                        |                        |                        |                        |                        |                        |

## 歴史
1771年10月23日、ポンティアナックはポンティアナック・スルタン国の首都として、古い交易市場の周りに設置された。沼地に建設され定期的に洪水に見舞われたので、建物の杭を深く地面に突き刺して固定するようになった。
1943年、日本軍はポンティアナック事件を起こし、マレー人・華人の知識層やカリマンタン島のスルタンを虐殺した。

## 行政区画
ポンティアナックは6つの区（クチャマタン）に分かれる。2010年時点の人口は以下の通り。
- 東区：8万2370人
- 北区：11万2577人
- 中区：11万111人
- 南区：8万1821人
- 南東区：4万4856人
- 西区：12万3019人

## 教育
州と宗教団体がそれぞれ大学を持っている。州立タンジュンプラ大学は1963年に開校した。加えて、私立のMuhammadiyah大学、Widya Dharma大学、Panca Bhakti大学、STMIK (Sekolah Tinggi Manajemen Informatika dan Komputer)、イスラム大学 (STAIN)、POLNEP (Politeknik Negeri Pontianak)、AKBID St. Benedictaがある。

## 民族

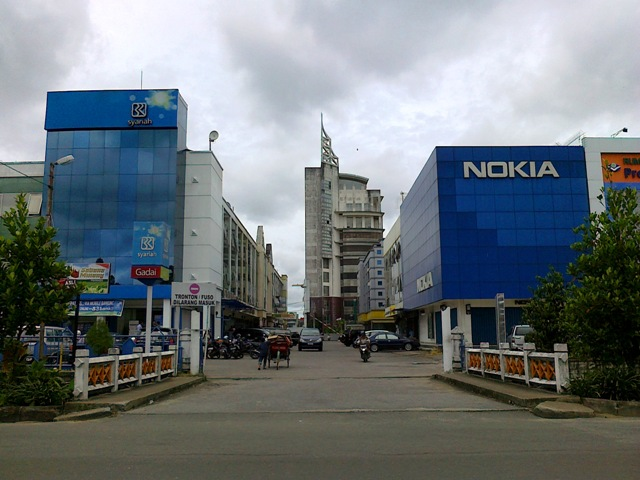
ポンティアナック通り

ポンティアナックは多文化都市である。人口の大部分は中華系インドネシア人で、潮州人（広東省潮汕地区出身）や客家人を祖先に持つ者がほとんどである。マレー人やダヤク人も多い。国内他地域からの移住者（ジャワ人、ブギス人、バタック人、ミナンカバウ人、マドゥラ人、スンダ人、バリ人、アンボン人、パプア人）は少数派である。

## 言語
ポンティアナック市民は通常共通語のインドネシア語と、マレー語やサラワク・マレー語に近いポンティアナック・マレー語を話す。閩南語の潮州方言と客家語は中華系の間の共通語である。この方言はシンガポールやマレー半島の華人が話す方言にとても近い。

## 観光

### 主な建築物
- 赤道記念碑 (Tugu Khatulistiwa)
- 西カリマンタン州立博物館 (Museum Kalimantan Barat)
- ロングハウス (Rumah Betang)
- マレーハウス (Rumah Melayu)
- カダリャ王宮 (Istana Qadariah)

## 交通

### 陸路
バイクが最も多く使われる。公共交通はミニバン (opelet) や自転車タクシーが使われる。バスは市内用の市営バスや、近くの都市までの長距離バスがある。マレーシアのサラワク州州都のクチンまで行くバスもある。マレーシアやブルネイに陸路で行く場合、国境の町であるサラワク州テベドゥを経由して、Jalan Trans-Kalimantanで行くことになる。

### 空路
スパディオ空港から国際線（マレーシア）・国内線が就航する。ジャカルタまで毎日10便以上が飛んでいる。ジョグジャカルタやスラバヤ、バタム島、クチン、クアラルンプールとも結ばれている。

### 海路
海路ではジャカルタやスマラン、チルボン、ケタパン等と結ばれている。

## 姉妹都市
- サントメ・プリンシペ
- クチン（マレーシア・サラワク州）